# 首下がり症候群
首下がり症候群（dropped head syndrome）とは体幹に対して頭部が前屈した状態である。頸胸部傍脊柱筋の筋力低下または駆動不全をきたす疾患は原因を問わず首下がり症候群を起こす。少なくとも初期には背臥位にすると前屈が消失して正常頭位となる。脊柱癒合など骨変形を一次性に認める場合は首下がり症候群と言わない。

## 首下がりに関連する筋肉
頸部の後屈と支持には複数の筋群が関与する。主なものには頭板状筋、頸板状筋、頭半棘筋、頸半棘筋、多裂筋である。頭板状筋と頚板状筋の支配髄節はC2～C5であり、主にはC3とC4である。頭半棘筋、頚半棘筋はC5、C6が支配髄節である。頸部伸筋群の筋力低下に由来する首下がりは主にC3～C6髄節に支配される筋群が関わっていると考えられている。脊柱の側にある筋群は俗に傍脊柱筋といわれる。具体的にどの筋をさすのか曖昧であるが頸部には脊柱起立筋に属さない傍脊柱筋が多数ある。
頸部屈曲には胸鎖乳突筋、頭長筋、頸長筋、広頸筋、舌骨筋、斜角筋などが関与する。これらの支配髄節は副神経とC1～C8髄節に及ぶが主にC2～C4髄節が関与している。

## 類似する概念
類似する概念にはCamptocormia(腰曲がり)やPisa症候群、Bent spine syndrome、Antecollisといったものがあげられる。錐体外路疾患に伴う場合はCamptocormiaとPisa症候群の異同は明らかではない。また混同しやすい概念にKubisagariというものがある。
Camptocormia
体幹が異常に前屈した状態を示す。1914年から1915年にSouqueらによって提唱された。
Pisa症候群
不随意に体幹が傾いて側彎位を呈する状態である。側反弓とも表記する、1972年にEkbomらが抗精神病薬服用に伴うジストニアとして記載した。
Bent spine syndrome
通常はCamptocormiaと同義語として使われる。
Antecollis
頸部ジストニアでは様々な頭位をとるが、このうち頭部が前屈した場合をAntecollis、後屈した場合をretrocollisという。
Kubisagari
日本では東北地方北部に古くから「首下がり」とよばれる風土病がある。1897年に三浦が「Kubisagari」として報告した。Kubisagariの頭部前屈は発作性、麻痺性、再発性であり長時間持続する例もあるが自然寛解の傾向がある。短い場合は、一度の発作は数分で消失する。しばしば家族性であり、眼症状（眼瞼下垂など）、嚥下障害、構音障害、体幹や四肢の麻痺などの随伴症候群がある。三浦はこれを麻痺性めまい、すなわちGerlier病と同一であると結論した。この疾患は首下がり症候群（dropped head syndrome）とは明らかに異なる。

## 機序
首下がりは多様な原因で生じる。原因疾患が明らかな場合は原因疾患に応じて対応する。機序としては頭部を前屈させる筋の緊張亢進を想定する報告が多いが、頸胸部傍脊柱筋の頭部支持機能低下を考える立場もある。前者としては強剛とジストニアとが、後者としてミオパチー、動作維持困難（motor impersistence）、陰性ジストニアがあげられる。Pisa症候群では身体図式の障害や前庭機能障害の関与、Camptocormiaでは傍脊柱筋の固有感覚障害も推定されている。
強剛
頸部屈曲筋が強剛により伸展困難となり首下がり症候群が生じる場合がある。しかしこの説は背臥位で容易に正常頭位に戻る点は説明しがたい。
ジストニア
頸部屈曲筋のジストニア性収縮によって首下がり症候群が生じる場合がある。胸鎖乳突筋の緊張亢進による場合が多い。
ミオパチー
Camptocormiaにおける傍脊柱筋の筋生検については複数の報告があり、パーキンソン症候群でもミオパチーの所見を示すとされている。Dropped headの場合も同様と考えられる。
動作維持困難
動作維持困難とは短時間なら動作を十分に行えるのに、その状態を（10秒間以上）維持できない状態をいう。失行のひとつと考えられている。責任病巣は非優位半球の6、8野を中心とする中大脳動脈灌流域である。
陰性ジストニア
錐体外路系疾患でdropped headを呈する患者においてはしばしば頭部後屈の筋力が保たれているにもかかわらずこれを無意識に維持することが困難である。筋力が大きく変動することも多い。また独力では頭部後屈が困難でも、後頭部に手をあてて抵抗すると十分な力が入る場合がある。これを感覚トリックと考えると陰性ジストニアでも一致する所見になる。

## 原因疾患
首下がり症候群の原因疾患としてはパーキンソン病、多系統萎縮症、脊髄小脳変性症、筋萎縮性側索硬化症、頚椎症、ミオパチー、重症筋無力症、甲状腺機能低下症などが知られている。また原因薬物としてドパミン作動薬やDPP-4阻害薬なども知られている。
パーキンソン病
ジェームズ・パーキンソンの「An Essay on the Shaking Palsy」の中でも首が前屈して下顎が胸骨に接するといった首下がり症候群を疑う記載が認められる。しかし長い間、パーキンソン病の首下がり症候群は注目されなかった。1989年のQuinnの報告でパーキンソン病と多系統萎縮症（特にMSA-P）の鑑別で重要と考えられるようになった。その後の欧州の研究ではパーキンソン病では首下がり症候群を示す患者は0.8%である一方で多系統萎縮症では36.8％で首下がり症候群が認められた。その後複数でパーキンソン病患者の首下がりは5～6％で認められるという報告もあったがパーキンソン病における首下がり症候群は稀な病態と考えられている。
パーキンソン病における首下がり症候群の原因は筋緊張の異常や限局性筋炎によるものという説が知られている。またドパミンアゴニストが姿勢異常の原因となることがある。筋緊張説の根拠は急に首下がりを呈した症例で認められる強い筋緊張の亢進である。金城が強い場合、患者を仰向けに寝かせて枕を外しても頭が接地しないことがある。ミオパチー説はKatzらが提唱した限局性筋炎（isolated myopathy）と言われるものである。Hemmiら、Margrafら、KleinあるいはSpulerらがパーキンソン病に伴う首上がり症候群でミオパチーが原因であると主張している。特にHemmiらの3例報告ではステロイド投与で首下がりは劇的に改善している。
多系統萎縮症
首下がりの原因が筋力低下の場合はdropped head syndrome、筋力低下を伴わず姿勢異常が原因の場合はdisproportionate antecollisが用いられる。2008年の第二回コンセンサス会議で決められた多系統萎縮症の診断基準 (PDF) ではdisproportionate antecollisはMSAを支持するred flag所見として記載されている。ジストニアが主体と考えられているが筋原性変化もみられるという報告もある。disproportionate antecollis にL-DOPAは無効でありドパミンアゴニストやアマンタジンは増悪することもある。、抗コリン薬、クロナゼパム、バクロフェン、テトラベナジン（ハンチントン病の治療薬）などが薬物療法として検討される。
脊髄小脳変性症
SCA3では首下がり症候群の報告がある。
筋萎縮性側索硬化症
首下がり症候群の鑑別として筋萎縮性側索硬化症がありうることは古くから知られている。しかし、実際に首下がり症候群で発症するALSの頻度は高くなくまとまった報告は少ない。代表的な検討ではインドの大規模施設からの9例の報告と新潟大学からの2例の報告が知られている。
頚椎症
加齢に伴う頚椎の退行変性である頚椎症は高齢者ではほとんど合併しているので首下がりの原因として単純に結びつけるのは問題がある。頚椎症による脊髄症や神経根症のみでは頸部伸筋の著明な低下や筋萎縮は起こらないと考えられている。頚椎病変以外の誘発因子や増悪因子がなければ首下がり症候群は起こらないと考えられている。単一の神経根障害や髄節支配を受ける後頸部の伸筋には代償機能が働くため、高度の筋力低下や筋萎縮をきたす可能性は極めて少ないと思われる。頸部の伸展に大きく関与する頭半棘筋はC2～C3、頸半棘筋はC4～C7と多髄節からの支配をうけている。
筋疾患
多くの筋疾患で首下がり症候群が起こりえる。炎症性筋疾患、筋ジストロフィー、先天性ミオパチー、代謝性ミオパチーなどが原因となり得る。炎症性筋疾患の代表疾患である多発筋炎や皮膚筋炎では頸部屈筋が頸部伸筋より弱いのが一般的で、頸部屈筋優位の筋力低下は炎症性ミオパチーの臨床診断基準にも組み入れられている。しかし近年は首下がり症候群を示した炎症性筋疾患の症例も報告されている。病理学的IBMの基準を満たすがIBMに特徴的な大腿四頭筋や深指屈筋優位の筋萎縮や筋力滴下をしめさない封入体筋炎疑いの首下がり症候群の報告もある。下の表でも封入体筋炎疑いとした。最も注目される疾患群は頸部伸筋に限局した筋力低下のみを認め、近位筋の筋力低下を伴わない疾患群である。1992年SuaerzとKellyとは頸部伸筋に限局し、特に伸筋群の筋力低下が著明であるため首下がりを呈した症例を首下がり症候群として報告した。1996年にKatzらは頸部伸筋群優位の筋力低下を呈した4例を報告し、非進行性の頸部傍脊柱筋障害が原因としisolated neck extensor myopathy(INEM)と名付け新しい一疾患概念として提唱した。SuaerzらとKatzらの8例のうち頸部に筋力低下が限局したのが4例で残り4例は上肢帯の筋力低下を伴っていた。8例中7例ではCKの値は正常であった。筋電図では筋原性変化が認められた。筋病理では炎症細胞浸潤が乏しい報告が多い。INEMは未治療で自然軽快する例も経口ステロイド内服で速やかに軽快する例もある。また成人ポンペ病は首下がり症候群の他、歩ける段階で呼吸筋障害で呼吸不全に至るため特徴的である。
| 分類                       | 疾患名                             | 発症年齢      | CK値上昇       | 頸部筋以外の筋力低下             | ほかの特徴的所見       | 確定診断                       |
| -------------------------- | ---------------------------------- | ------------- | -------------- | -------------------------------- | ---------------------- | ------------------------------ |
| 炎症性ミオパチー           | 多発筋炎・皮膚筋炎                 |               | あり           | 近位筋                           |                        | 筋病理                         |
|                            | 全身性硬化症に伴う筋炎             |               | あり           | 近位筋                           |                        | 筋病理、抗体検査               |
|                            | 封入体筋炎疑い                     | 中年以降      | あり           | なし                             |                        | 筋病理                         |
|                            | 免疫介在性壊死性ミオパチー         |               | あり           | 近位筋                           |                        | 筋病理                         |
|                            | INEM                               | 高齢者        | なし～あり     | なし／上肢帯                     |                        | 筋病理                         |
| 筋ジストロフィー           | 顔面肩甲上腕型ジストロフィー       | 35～60歳      | あり           | 顔面筋、肩甲周囲筋、上腕二頭筋   |                        | 遺伝子検査                     |
|                            | 筋緊張型ジストロフィー             | 26～51歳      | あり           | 顔面筋、胸鎖乳突筋、遠位筋       | 前頭部禿頭、ミオトニア | 遺伝子検査                     |
|                            | LaminA/C関連先天性筋ジストロフィー | 乳児、3～10歳 | 軽度上昇       | 傍脊柱筋、上肢近位筋、下肢遠位筋 | 関節拘縮               | 遺伝子検査                     |
| 先天性ミオパチー           | 成人発症ネマリンミオパチー         | 37～72歳      | なし           | なし／近位筋、上肢遠位筋         | 高口蓋、ミオパチー顔貌 | 筋病理                         |
| 代謝性ミオパチー           | カルニチン欠損症                   | 11歳          | なし           | 近位筋                           | 肝酵素上昇             | 筋病理、酵素活性               |
|                            | 成人ポンペ病                       | 33～48歳      | あり           | 下肢帯筋、傍脊柱筋、呼吸筋       |                        | 酵素活性、遺伝子診断           |
|                            | ミトコンドリアミオパチー           |               |                |                                  |                        | 筋病理、好気性負荷試験         |
| 内分泌性ミオパチー         | 副甲状腺機能亢進症                 |               | なし～軽度上昇 |                                  |                        | ホルモン検査                   |
|                            | 甲状腺機能低下症                   |               | なし           | なし                             |                        | ホルモン検査                   |
| アミロイドミオパチー       |                                    | 77歳          | なし           | なし                             |                        | 筋病理、免疫電気泳動           |
| 電解質異常に伴うミオパチー | 低カリウム性ミオパチー             | 74～85歳      | なし～軽度上昇 | なし                             |                        | 内服歴、生化学検査、診断的治療 |

重症筋無力症
1986年にLangeらは重症筋無力症によって首下がり症候群が起こり得ることを報告した。その後幾つかの症例報告がされている。多くの例では首下がりが初発症状、あるいは単独の臨床症状である。首下がり症候群が重症筋無力症の単独の症状となる症例の診断根拠はAChR抗体あるはMusk抗体が陽性であるという点である。電気生理学的検討やテンシロン試験の結果は報告毎に異なる。
甲状腺機能低下症
甲状腺機能低下症による首下がり症候群はホルモン補充療法で軽快することがある。
薬物
ドパミン受容体刺激薬、DPP-4阻害薬、甘草を含む漢方製剤、アマンタジン、オランザピン、ボトックス筋注、コルヒチン、抗HIV治療薬であるジドブジン、抗がん剤のビンクリスチン、ステロイドミオパチーを起こすステロイド、キノロン系抗菌薬などで首下がり症候群は報告されている。薬剤性の首下がり症候群は被疑薬を中止しない限り改善が得られないことが多い。

## 診断
首下がり症候群の原因疾患の鑑別の際に重要な情報をまとめる。
病歴聴取
発症年齢、発症様式を確認する。INEMは60歳以上の高齢者しか報告されてなく、laminA/C関連先天性筋ジストロフィーによる首下がり症候群は乳児で報告されている。発症様式に関しては炎症性筋疾患やINEMでは急性から亜急性の経過が多く、筋ジストロフィーや先天性ミオパチーでは慢性進行性の経過が多い。頸部筋以外の筋力低下のエピソードがないかを確認する。日内変動・疲労現象の有無を確認する。また内服薬、特にドパミン受容体刺激薬や低カリウム血症をきたす薬物やDPP-4阻害薬の有無が重要である。
身体所見
錐体外路症状の有無、運動ニューロン徴候（線維束性攣縮、錐体路徴候）の有無、眼瞼下垂、複視、疲労性眼瞼下垂の有無、筋萎縮や筋力低下の分布、徒手筋力テストによる筋力低下の評価、ミオトニアや筋mounding現象の有無が重要である。筋力低下の分布に関しては顔面肩甲上腕型筋ジストロフィーでは顔面筋や肩甲周囲筋の筋萎縮や筋力低下を伴うことが多い。筋強直性ジストロフィーでは顔面筋、咬筋、遠位筋の筋萎縮や把握ミオトニア、前頭部禿頭が認められることが多い。また顔面肩甲上腕型筋ジストロフィーや筋強直性ジストロフィーによる首下がり症候群では頸部伸筋だけではなく、胸腰部傍脊柱筋も筋力低下を起こしbent spine syndromeも呈していることが多い。
臨床検査
臨床検査ではカリウムやカルシウムを含めた電解質検査、クレアチンキナーゼ、甲状腺や副甲状腺など内分泌検査の他、筋CTや筋MRIや頚椎MRIを行う。重症筋無力症による首下がり症候群の評価のため反復神経刺激試験、エドロホニウム試験、抗アセチルコリン受容体抗体、抗Musk抗体などの検査を行う。神経伝導速度検査を行うことで慢性炎症性脱髄性多発ニューロパチーによる首下がり症候群の手がかりが得られる。筋電図検査では神経原性変化が認められた場合は筋萎縮性側索硬化症による首下がり症候群も疑われる。筋原性変化の場合は筋原性の首下がり症候群を疑い筋生検や遺伝子検査を検討する。